# Stranger in This Town
A Stranger In This Town (magyarul: Idegen ebben a városban) egy rock/blues szólóalbum Richie Samborától, a new jersey-i Bon Jovi együttes gitárosától.
Első szólóalbumaként, Sambora sokkal inkább egy blues-alapú hangzással kísérletezett. A lemezen ő énekel és játszik gitáron, támogatva Bon Jovi bandatagokkal: Tico Torres (dob), David Bryan (billentyűk) és segédkezett még Tony Levin is a basszusnál. Eric Clapton, mint sztárvendég csatlakozott a "Mr. Bluesman" dal gitár szólójában.
"Ballad Of Youth", "One Light Burning" és "The Answer" dalszövegei Richie előző klub-együttesének (Shark Frenzy) segítségével íródtak. A "Rosie" eredetileg egy Bon Jovi számnak volt tervezve; a dal verziói a teljes Bon Jovi felállással csak kalózmásolatokként kerültek felszínre.
A "Stranger In This Town" 1991 szeptemberében jött ki, amíg a Bon Jovi egy 17 hónapos kihagyás alatt volt. 1990-ben Jon Bon Jovi is kiadott egy szólóalbumot (Blaze Of Glory) e hosszú időperiódus alatt.
A vezető szerepű "Ballad Of Youth" elérte a 63. helyet az amerikai Billboard Hot 100 charts-on.
A "Stranger In This Town" című dalt ismételten játszották a Bon Jovi Lost Highway Turnéján.

## Az album számai
1. "Rest In Peace" (Richie Sambora, David Bryan) - 3:47
2. "Church Of Desire" (Sambora) - 6:08
3. "Stranger In This Town" (Sambora, Bryan) - 6:15
4. "Ballad Of Youth" (Sambora, Tom Marolda) - 3:52
5. "One Light Burning" (Sambora, Bruce Foster, Marolda) - 5:49
6. "Mr. Bluesman" (Sambora) - 5:14
7. "Rosie" (Sambora, Jon Bon Jovi, Desmond Child, Diane Warren) - 4:49
8. "River Of Love" (Sambora) - 5:08
9. "Father Time" (Sambora, Child) - 6:05
10. "The Answer" (Sambora, Foster) - 5:07
11. "The Wind Cries Mary" - Bónusz szám válogatott kiadásokon.

## Alkalmazottak
- Richie Sambora - akusztikus gitár, elektromos gitár, vokál, producer, húros előkészületek
- David Bryan - billentyűk, húros előkészületek
- Tico Torres - dob, ütőhangszerek
- Tony Levin - basszusgitár, Chapman Stick
- Eric Clapton - gitár szóló a "Mr. Bluesman" számban
- Randy "Az Uralkodó" Jackson - basszusgitár
- Jeff Bova, Jimmy Bralower, Robbie Buchanan, Larry Fast, Chris Palmaro, Eric Persing - billentyűk, programozás
- Rafael Padilla, Carol Steele - ütőhangszerek
- Tawatha Agee, Bekka Bramlett, Curtis King, Brenda White-King, Franke Previte, Dean Fasano - háttérvokál
- Neil Dorfsman - producer
- JD Dworkow - produkció vezető
- Jeff Hendrickson, Lance Phillips, Frank Wolf - mérnökség
- Bob Ludwig - vezérlés
- Tim White, Darryl Estrine - fotók
- Margery Greenspan - művészi rendezés
- Katie Agresta - hangedző
- Umi Kenyon - dizájn